# Biosteres
Biosteres is een geslacht van insecten uit de orde vliesvleugeligen (Hymenoptera) en de familie schildwespen (Braconidae).

## Soorten
- B. aconiti Niezabitowski, 1910
- B. adanaensis Fischer & Beyarslan, 2005
- B. advectus Papp, 1979
- B. aietes Fischer, 1970
- B. altaiensis (Jakimavicius, 1986)
- B. analis (Wesmael, 1835)
- B. anthomyiae (Ashmead, 1889)
- B. arenarius (Stelfox, 1959)
- B. argos Fischer, 1970
- B. basidentatus (Fischer, 1966)
- B. beckeri (Fischer, 1957)
- B. bicolor (Wesmael, 1835)
- B. blandus (Haliday, 1837)
- B. borealis (Zetterstedt, 1838)
- B. borneensis (Fischer, 1962)
- B. bremeri (Bengtsson, 1926)
- B. brevipalpis (Thomson, 1895)
- B. brevisulcus (Thomson, 1895)
- B. californicus (Fischer, 1965)
- B. carbonarius (Nees, 1834)
- B. caudatulus (Thomson, 1895)
- B. cubocephalus Telenga, 1950
- B. cumatus Zaykov & Fischer, 1983
- B. distractus (Fischer, 1965)
- B. dudichi Papp, 1982
- B. fasciatus Hedwig, 1961
- B. foveolatus (Ashmead, 1889)
- B. fuerteventurensis Fischer, 1999
- B. fulvus Szepligeti, 1900
- B. haemorrhoeus (Haliday, 1837)
- B. hoplocrotaphiopsis (Perepechayenko, 1994)
- B. incertus (Fischer, 1965)
- B. jason Fischer, 1970
- B. kashmirensis (Fischer, 1966)
- B. kayapinarensis Fischer & Beyarslan, 2005
- B. kukakensis (Ashmead, 1902)
- B. kurilicus Fischer, 1998
- B. laevigatus (Forster, 1862)
- B. laosicola Fischer, 2007
- B. lentulus Papp, 1979
- B. longicauda (Thomson, 1895)
- B. longina Fischer, 2007
- B. lorax Fischer, 1983
- B. magnicornis (Wesmael, 1835)
- B. micans (Stelfox, 1957)
- B. millironi Fischer, 1970
- B. novissimus (Fischer, 1964)
- B. numerosus (Fischer, 1965)
- B. oaxacanus (Fischer, 1964)
- B. oranensis (Fischer, 1962)
- B. palaearcticus Szepligeti, 1901
- B. pavititus Chen & Weng, 2005
- B. pilotus (Fischer, 1980)
- B. placidus (Haliday, 1837)
- B. politus (Provancher, 1883)
- B. punctiscuta (Thomson, 1895)
- B. punctivertex (Fischer, 1964)
- B. quebecensis (Provancher, 1881)
- B. rectinotaulis Fischer, 1998
- B. remigii Fischer, 1971
- B. retractus (Fischer, 1965)
- B. rusticus (Haliday, 1837)
- B. sahyadrensis Kurhade & Nikam, 1998
- B. scabriculus (Wesmael, 1835)
- B. sibiricus Tobias, 1998
- B. spinaciae (Thomson, 1895)
- B. spinaciaeformis Fischer, 1971
- B. stonehamensis Fischer, 1970
- B. subxantippe Tobias, 1998
- B. sylvaticus (Haliday, 1837)
- B. tenebrigaster Fischer, 1978
- B. testaceipes (Cameron, 1903)
- B. toulonus (Fischer, 1964)
- B. townesi Papp, 1983
- B. urbani Fischer, 1971
- B. vitalcensis Fischer, 1983
- B. wesmaelii (Haliday, 1837)
- B. xanthippe (Fischer, 1959)